# Tommaso Allan
Tommaso Allan (ur. 26 kwietnia 1993 w Vicenzy) – włoski rugbysta, grający na pozycji łącznika ataku w zespole USA Perpignan oraz w reprezentacji narodowej, juniorski reprezentant Szkocji.

## Kariera klubowa
Pochodzi ze sportowej rodziny związanej z rugby – ojciec William grał w RPA i Włoszech, matka Paola Berlato była łącznikiem młyna w reprezentacji Włoch, zaś wuj John Allan reprezentował Szkocję i RPA. Jeszcze we Włoszech uczęszczał na zajęcia minirugby, a gdy w wieku siedmiu lat przeprowadził się z rodziną do Henley-on-Thames podjął treningi w lokalnym klubie Henley Hawks.
Związany był następnie z klubem London Scottish, trenował także w Akademii London Wasps, a podczas nauki w Royal Grammar School High Wycombe występował w pierwszej drużynie szkoły, również w roli kapitana. Uprawiał wówczas również koszykówkę. Po zakończeniu angielskiego roku szkolnego wyjeżdżał do RPA, gdzie grał dla Glenwood High School, a w latach 2011–2012 był wybierany do zespołu U-19 Western Province, z którym w roku 2012 zwyciężył w rozgrywkach Currie Cup w tej kategorii wiekowej.
Po powrocie do Europy nie zyskał uznania w oczach selekcjonerów szkockich klubów, Szkocki Związek Rugby zaproponował mu natomiast szkoleniowy kontrakt nastawiony na grę w rugby 7. Menadżer zawodnika, chcącego skupić się na odmianie piętnastoosobowej, wyszukał ofertę francuskiego USA Perpignan, który zaproponował Allanowi grę w zespole nadziei klubu (Espoirs). W Top 14 zadebiutował na początku września 2013 roku spotkaniem z Racing Métro 92 i był to jednocześnie jego pierwszy oficjalny seniorski występ. Już w grudniu tego samego roku otrzymał dwuletni zawodowy kontrakt.

## Kariera reprezentacyjna
Allan przez kilka lat reprezentował Szkocję w rozgrywkach juniorskich, początkowo grając jako obrońca lub środkowy, następnie przechodząc na pozycję łącznika ataku – w 2010 roku w reprezentacji U-17, rok później zaś w mistrzostwach Europy w kategorii U-18. Z kolei w kadrze U-20 zaliczył szesnaście występów występując w Pucharze Sześciu Narodów w 2012 i 2013, a także na mistrzostwach świata juniorów w RPA i Francji.
W październiku 2013 roku otrzymał powołanie do seniorskiej reprezentacji Włoch. Szansę debiutu otrzymał już miesiąc później i wszedł na boisko z ławki rezerwowych przeciw Australijczykom, w wyjściowej piętnastce pojawił się natomiast jeszcze w listopadzie w meczu z Argentynie. Utrzymał również miejsce w składzie na Puchar Sześciu Narodów 2014.